# Ochteridae
Ochteridae – rodzina pluskwiaków różnoskrzydłych z infrarzędu Nepomorpha i nadrodziny Ochteroidea. Takson kosmopolityczny, choć większość gatunków występuje w tropikach. Dotychczas (stan na 1995) stwierdzono 55 gatunków.

## Opis
Ciało długości od 3,5 do 10 mm. Kłujka długa, sięgająca co najmniej tylnych bioder. Czułki od góry widoczne. Przednie odnóża proste, zbliżone wyglądem do środkowych i tylnych. Głowa z ciemieniem nieco szerszym od średnicy jednego oka. Przyoczka obecne. Tarczka spłaszczona.

## Biologia i ekologia
Pluskwiaki te zamieszkują brzegi wód słodkich od piaszczystych po omszone skały.